# Europa (mitologie)
Europa este un personaj din mitologia greacă, fiica regelui Agenor care domnea în Fenicia. 

## Mitologie
Europa a fost o prințesă feniciană. Vrăjit de frumusețea ei, Zeus plănuiește să o fure, se preschimbă într-un taur frumos și se alătură turmelor regelui. În timp ce Europa, împreună cu însoțitoarele sale, culegea flori, remarcă frumusețea taurului pe care-l încalecă. Zeus o răpește, ducând-o pe insula Creta. Pe insulă, o seduce (netăinuindu-i că are soție), astfel, ea îi devine amantă.
Aflând adevărul, Europa, înșelată, se aruncă de pe o stâncă în mare, însă Afrodita o salvează. Pământul pe care a fost adusă de Zeus va primi numele ei. Europa i-a dăruit lui Zeus doi fii: Minos, care va ajunge regele Cretei, și Radamante, judecător al lumii umbrelor.
În altă variantă a poveștii, Europa ar fi fost o nimfă.

## Galerie

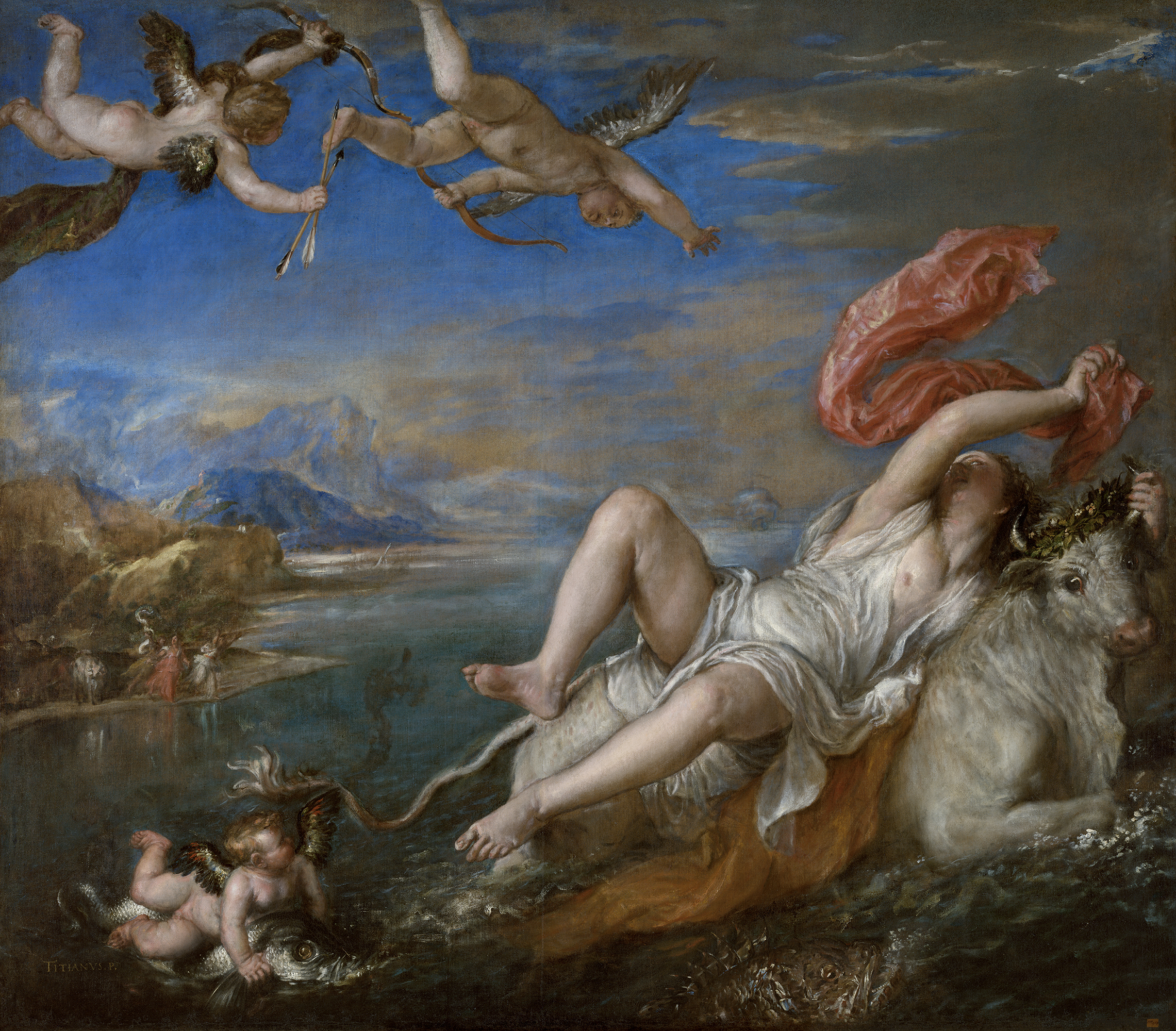
Răpirea Europei, pictură în ulei de Tiziano
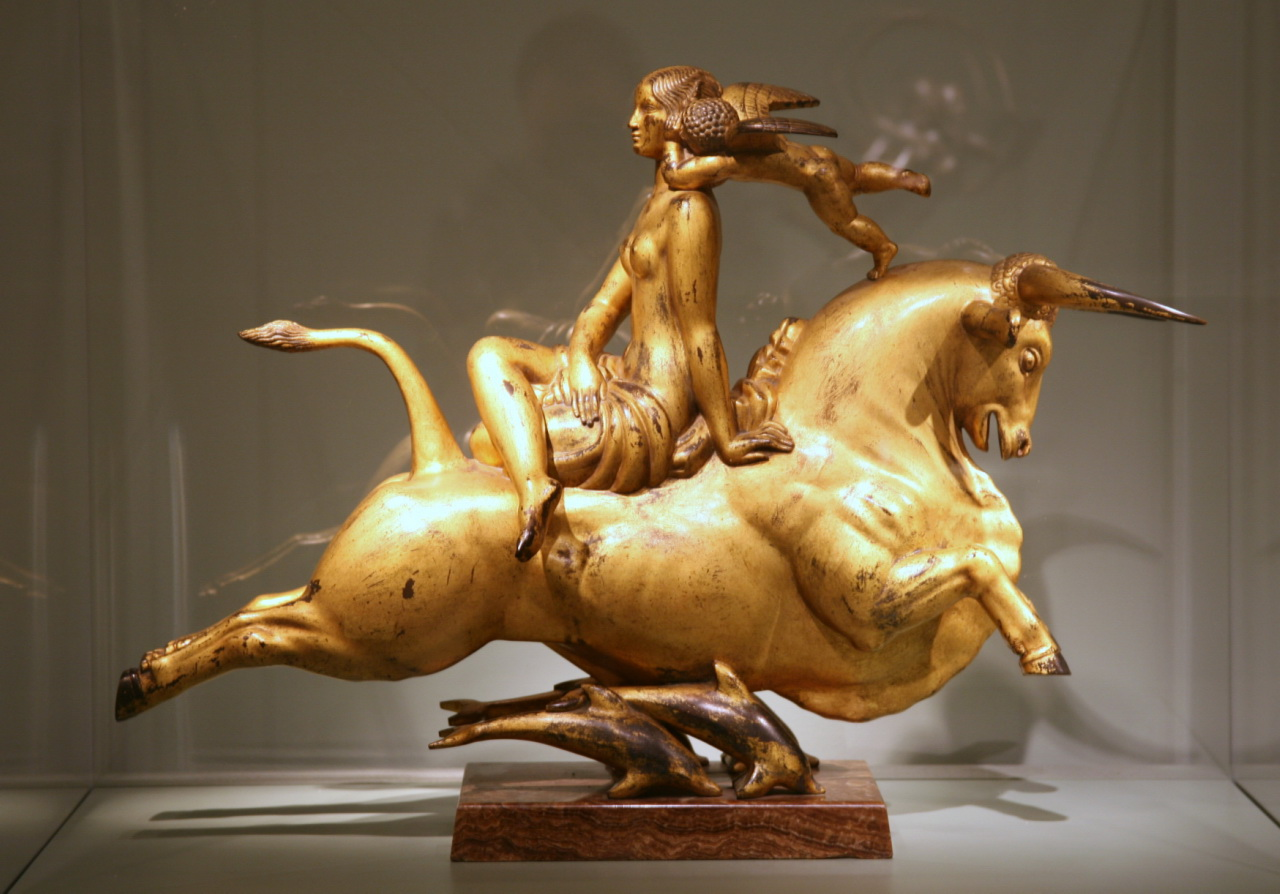
Răpirea Europei, sculptură din 1925 de Paul Manship
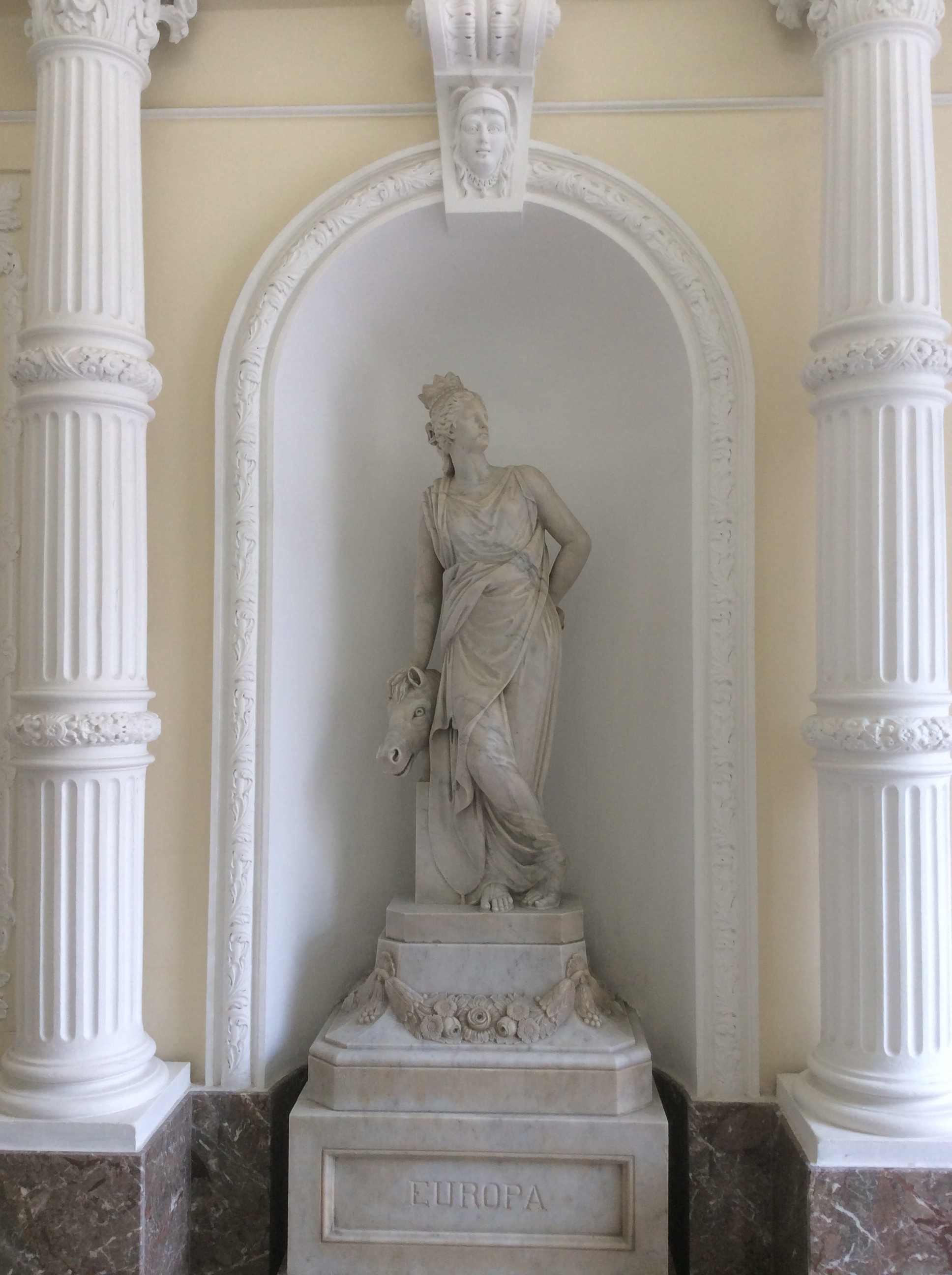
Statuie cu Europa reprezentând continentul, Palazzo Ferreria
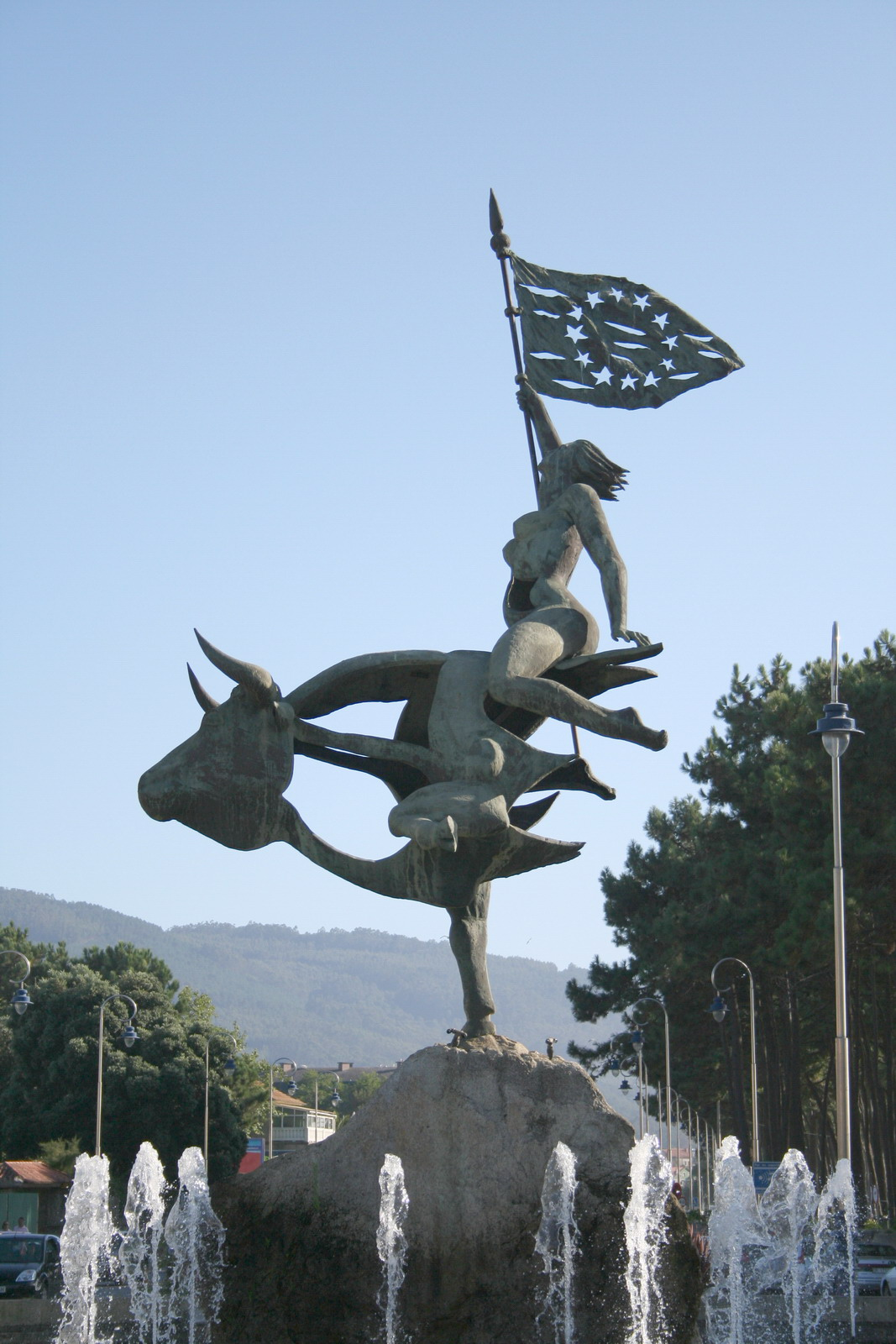
Statuie cu Europa de Juan Oliveira Viéitez, 1989